# Bahnhof Nendeln
Bahnhof Nendeln vasútállomás Liechtensteinben, Nendelnben, a Feldkirch–Buchs-vasútvonalon. Az állomást érintő vonatokat az osztrák ÖBB üzemelteti. Az állomást összesen 18 vonat szolgálja ki, kilenc Svájc és kilenc Ausztria irányából.

## Vám
Ha a következő állomás Ausztria irányába (Schaanwald) nem használható, ami 2013 óta így van, Nendeln vámügyi szempontból határállomás az Ausztriából érkező utasok számára. Liechtenstein vámunióban van Svájccal. A vámellenőrzést az állomáson vagy a vonatokon svájci tisztviselők végezhetik. A szisztematikus útlevél-ellenőrzést megszüntették, amikor Liechtenstein 2011-ben csatlakozott a schengeni térséghez.

## Vasútvonalak
Az állomást az alábbi vasútvonalak érintik:
- Feldkirch–Buchs-vasútvonal

## Kapcsolódó állomások
A vasútállomáshoz az alábbi állomások vannak a legközelebb:
- Haltestelle Schaanwald
- Bahnhof Forst Hilti
- Bahnhof Tisis

## Lásd még
- Liechtenstein vasúti közlekedése